# Yūki Honda
Yūki Honda (jap. 本多 勇喜 Honda Yūki; ur. 2 stycznia 1991) – japoński piłkarz występujący na pozycji obrońcy. Obecnie występuje w Kyoto Sanga F.C.

## Kariera klubowa
Od 2013 roku występował w klubach Nagoya Grampus i Kyoto Sanga F.C.